# معضلات استفاده از رسانه‌های اجتماعی
معضلات استفاده از رسانه‌های اجتماعی (انگلیسی: Problematic social media use) عنوان پدیده‌ای است با گرایش اعتیادی به استفادهٔ دائم یا بیش‌از حد از رسانه‌های مختلف اجتماعی که باعث ایجاد نوعی وابستگی روانی یا رفتاری در فرد می‌گردد. این معضل مشابه اعتیاد به بازی‌های ویدئویی و اعتیاد به اینترنت در مقولهٔ رسانه دیجیتال است. مشکل عمدهٔ استفاده از رسانه‌های اجتماعی زمانی بروز می‌نماید که اغلب افراد و به ویژه کودکان و نوجوانان، دچار اختلالات روانی همانند اضطراب و افسردگی می‌گردند. رسانه‌های اجتماعی این امکان را برای کاربرانش فراهم می‌نماید تا آشکارا، احساسات، ارزش‌ها و افکار خود را با دیگران به اشتراک بگذارند. اینگونه رسانه‌ها همچنین در تبعیض و قلدری رایانه‌ای نقش عمده‌ای دارند. کاربرانی که از اختلالات روانی رنج می‌برند، اغلب از تماس و ارتباط حضوری و فیزیکی خارج شده و ارتباط خود را به صورت آنلاین ادامه می‌دهند و این در حالی است که بسیاری از فعالیت‌ها و گروه‌های اجتماعی، هنگام استفاده از رسانه‌های اجتماعی، رویکردی متفاوت از آنچه هستند را ارائه می‌دهند.

## محدودیت‌های استفاده از رسانه‌های اجتماعی

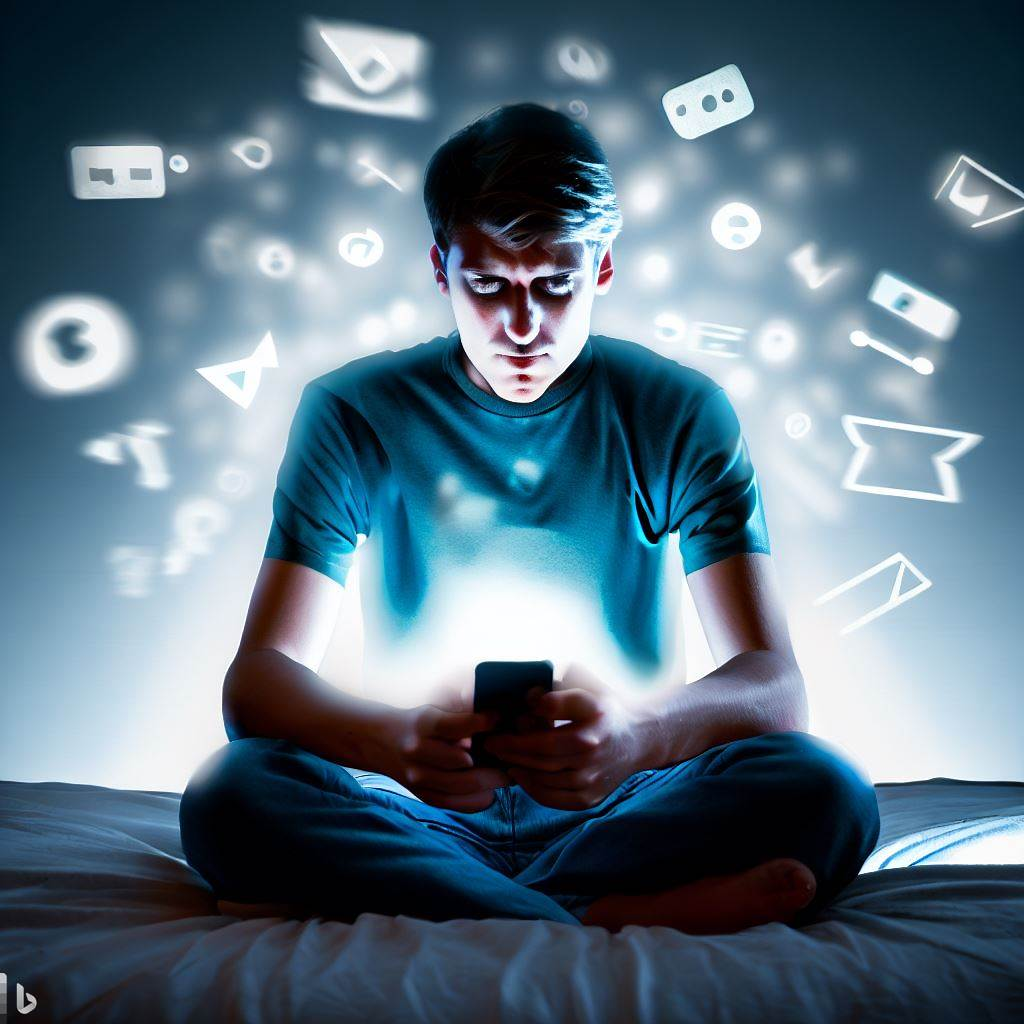

مطالعه‌ای جداگانه در رابطه با مزایا و مشکلات روانی رسانه‌های اجتماعی همانند فیسبوک، توییتر، اسنپ‌چت، اینستاگرام و یوتیوب که بر روی ۱۴۷۹ نفر در انگلستان انجام شد نکات جالب‌توجهی در پی داشت. این مطالعه بر روی افرادی دارای میانگین سنی ۱۴ تا ۲۴ سال صورت پذیرفت و نشان داد که تنها پلتفرم یوتیوب توانست رتبهٔ مثبت خالصی را به دست آورد که مبتنی بر ۱۴ سؤال مطرح‌شده در زمینهٔ بهداشت و رفاه روانی افراد بود. به دنبال یوتیوب به ترتیب توییتر، فیس‌بوک، اسنپ‌چت و اینستاگرام قرار داشتند. در این نظرسنجی، اینستاگرام کمترین امتیاز را کسب کرد.